# Sloman-Gletscher
Der Sloman-Gletscher ist ein Gletscher auf der westantarktischen Adelaide-Insel. In der Princess Royal Range fließt er zwischen dem Mount Liotard und dem Mount Ditte zur Südostküste.
Das UK Antarctic Place-Names Committee benannte ihn 1963 nach William Owen Sloman (1921–1999), ab 1956 Personalverwalter des British Antarctic Survey.